# Třída Bittern
Třída Bittern byla lodní třída britských protiletadlových šalup z období druhé světové války. Celkem byly postaveny tři jednotky této třídy. Za druhé světové války byla jedna potopena. Zbylé byly později vyřazeny.

## Stavba
Oproti předcházející třídě Grimsby měly tyto šalupy větší výtlak, vyšší rychlost a silnější výzbroj. Původně měly nést čtyři 120mm kanóny, přednost ale dostala dvouúčelová 102mm děla. V letech 1934–1938 byly postaveny tři jednotky této třídy. Šalupa Enchantress sloužila jako admirálská jachta, proto se její podoba i výzbroj lišila. Na počátku války sloužila jako výzkumná loď a ozbrojena byla až po jejím vypuknutí.
Jednotky třídy Bittern:
| Jméno                             | Založení kýlu | Spuštěna | Vstup do služby | Status                                                           |
| --------------------------------- | ------------- | -------- | --------------- | ---------------------------------------------------------------- |
| HMS Enchantress (U56, ex Bittern) | 1934          | 1934     | duben 1935      | Vyřazena.                                                        |
| HMS Stork (U81)                   | 1935          | 1936     | září 1936       | Vyřazena 1946.                                                   |
| HMS Bittern (U07)                 | 1936          | 1937     | březen 1938     | Dne 30. dubna 1940 byla v Namsosu potopena německými bombardéry. |

## Konstrukce

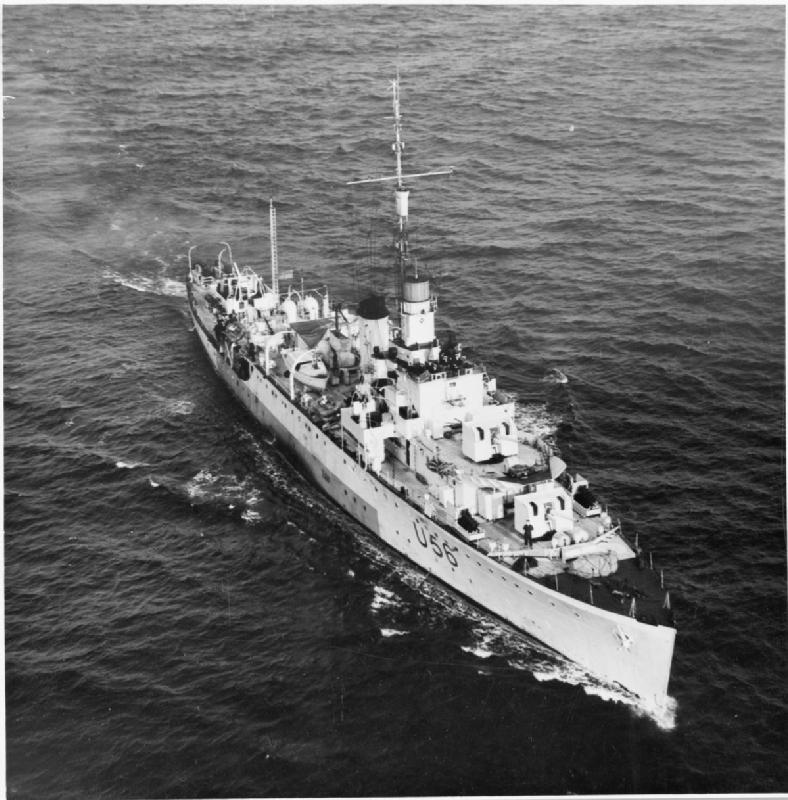
HMS Enchantress (U56) v roce 1945

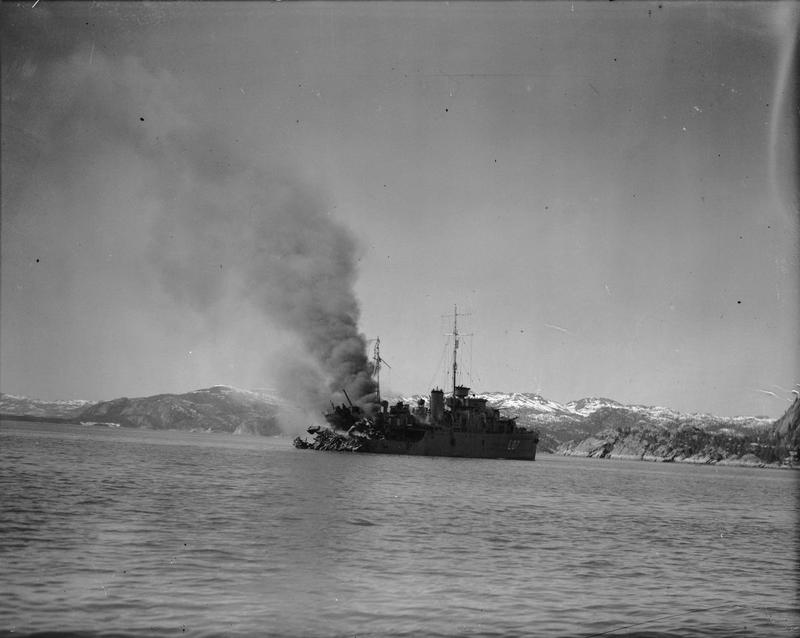
HMS Bittern (U07) před potopením

### BitternaStork
Výzbroj tvořilo šest dvouúčelových 102mm kanónů ve dvoudělových věžích, které doplňovaly dva 47mm kanóny a čtyřhlavňový 12,7mm kulomet Vickers .50. Plavidla nesla dva vrhače a jednu skluzavku hlubinných pum, kterých bylo neseno celkem 15 kusů. Pohonný systém tvořily dva tříbubnové kotle Admiralty a dvě parní turbíny Parsons, pohánějící dva lodní šrouby. Nejvyšší rychlost dosahovala 18,75 uzlu.
Roku 1939 byly odstraněny 47mm kanóny. V letech 1942–1943 byla demontována jedna dělová věž, přičemž kulomety nahradily čtyři 20mm kanóny Oerlikon. Protiponorkovou výzbroj posílil salvový vrhač hlubinných pum Hedgehog. Počet nesených hlubinných pum byl zvýšen na 60 kusů.

### Enchantress
Výzbroj tvořily dva 120mm kanóny, čtyři 47mm kanóny a čtyřhlavňový 12,7mm kulomet Vickers .50. Plavidlo dále neslo dva vrhače a jednu skluzavku hlubinných pum, kterých bylo neseno celkem 15 kusů. Pohonný systém tvořily dva tříbubnové kotle Admiralty a dvě parní turbíny Brown-Curtis, pohánějící dva lodní šrouby. Nejvyšší rychlost dosahovala 18,75 uzlu.
V letech 1936–1937 loď nějakou dobu nesla ještě třetí 120mm kanón. Roku 1939 byly odstraněny 47mm kanóny. Roku 1940 byl přidán 76mm kanón a druhá čtveřice kulometů. Roku 1942 všechny kulomety nahradily čtyři 20mm kanóny Oerlikon. Počet nesených hlubinných pum byl zvýšen na 60 kusů.

## Služba
Třída byla velmi intenzivně nasazena ve druhé světové válce.